# 평양교원대학
평양교원대학(平壤敎員大學)은 평양직할시 보통강구역에 위치한 조선민주주의인민공화국의 대학이다. 소학교 교원과 유치원교양원을 양성하는 고등교육기관을 목표로 1968년 9월에 평양교양원대학으로 발족되었다.
1972년에 평양제1교원대학으로 개칭되었으며, 1982년 4월 평양제2교원대학과 통합하여 평양교원대학으로 개편되었다. 소학교 교원을 양성하는 교원학과와 체육학과, 유치원 교양원을 양성하는 교양원학과와 체육무용학과 등이 설치되어 있다. 
1978년 9월 창립 10주년과 1988년 9월 창립 20주년을 맞이하여 2차례에 걸쳐 조선노동당 중앙위원회 축하문을 받았다.